# ¡Por una Ucrania Unida!
¡Por una Ucrania Unida! (en ucraniano: За Єдину Україну!; trans. Za Yedynu Ukrayinu!) fue una coalición electoral oficialista, que concurrió a las elecciones legislativas de Ucrania de 2002.

## Formación
La coalición fue registrada el 15 de diciembre de 2001. Estaba integrada por cinco partidos:
- Partido de las Regiones (Partiya Rehioniv)
- Partido Agrario de Ucrania (Ahrarna Partiya Ukrayiny)
- Partido de los Industriales y Empresarios de Ucrania (Partiya Promislovtsiv i Pidpryiemtsiv Ukrayiny)
- Partido Popular Democrático (Narodno-Demokratychna Partiya)
- Laboristas de Ucrania (Trudova Ukrayina)

De ideología rusófila y oficialista, apoyaba al entonces Presidente de Ucrania, Leonid Kuchma, del Partido de las Regiones. El cabeza de lista era Volodýmyr Lytvýn, candidato independiente.

## Resultados electorales
En las elecciones a la Rada Suprema del 30 de marzo de 2002 la coalición obtuvo un 11,77% del voto popular y 101 de los 450 escaños del parlamento. Fue la tercera fuerza más votada, tras el Bloque Nuestra Ucrania y el Partido Comunista. La mayor parte de los votos los recibió en las provincias del este de Ucrania, especialmente en la óblast de Donetsk.

## Tras las elecciones
Gracias a las alianzas poselectorales con diputados independientes, ¡Por una Ucrania Unida! formó el grupo parlamentario mayoritario de la cámara, con 175 diputados. Entre estos, el ex primer ministro Valeriy Pustovoitenko, el exatleta Serguéi Bubka y el excosmonauta Leonid Kadeniuk, así como los futuros ministros Dmytró Tabáchnyk y Georgi Kirpa. A su vez, Volodýmyr Lytvýn fue elegido presidente de la Rada Suprema.
El grupo parlamentario se disolvió en octubre de 2002, y sus diputados se repartieron en ocho nuevos grupos parlamentarios.